# Strażnica WOP Mierzyn
Strażnica WOP Mierzyn – podstawowy pododdział graniczny Wojsk Ochrony Pogranicza.

## Formowanie i zmiany organizacyjne
Strażnica została sformowana w 1955 na bazie GPK Bobolin. Weszła w skład 123 batalionu WOP jako 61a strażnica WOP. W 1956 rozpoczęto numerowanie strażnic na poziomie brygady. Strażnica Mierzyn II kategorii była 12. w 12 Brygadzie Wojsk Ochrony Pogranicza. W 1958 otrzymała numer 14. 
W 1963 rozformowano drugorzutową strażnicę WOP Mierzyn III kategorii.

## Służba graniczna
W 1960 II rzutowa strażnica WOP Mierzyn miała za zadanie organizację ochrony podejść do granicy w głębi strefy nadgranicznej.
Strażnice sąsiednie:
strażnica WOP Szczecin ⇔ strażnica WOP Dołuje - 1959

## Dowódcy strażnicy
- por.Henryk Milkiewicz (1956-1.10.1957)[3]
- por. Mieczysław Porada (1.10.1957-1959)[3]
- por. Władysław Poniewozik (1959-1963)[4]